# (36493) 2000 QL47
2000 QL47 (asteroide 36493) é um asteroide da cintura principal. Possui uma excentricidade de 0.13107480 e uma inclinação de 9.12724º.
Este asteroide foi descoberto no dia 24 de agosto de 2000 por LINEAR em Socorro.